# Sjamil Basajev
Sjamil Salmanovitj Basajev (ryska: Шамиль Салманович Басаев), född 14 januari 1965 i Dysjne-Vedeno nära Vedeno, Tjetjenien, död 10 juli 2006 i Ekasjevo, Ingusjetien, var en tjetjensk nationalistledare och islamist. Han spelade en viktig roll både under det första och det andra Tjetjenienkriget. Han organiserade och ledde vid flera tillfällen attacker riktade mot civila och tog bland annat på sig ansvaret för gisslandramat i Beslan. Han deltog även i den väpnade konflikten om Nagorno-Karabach på Azerbajdzjans sida mot armenierna.  
Sjamil Basajev dödades vid en rysk FSB-operation i den ryska delrepubliken Ingusjetien den 10 juli 2006.